# Foot Ball Club Torino 1907-1908
Questa voce raccoglie le informazioni riguardanti il Foot Ball Club Torino nelle competizioni ufficiali della stagione 1907-1908.

## Rosa
| N. |                     | Ruolo | Calciatore              |
| -- | ------------------- | ----- | ----------------------- |
|    | Svizzera (bandiera) | D     | Friedrich Bollinger (c) |
|    | Italia (bandiera)   | A     | Enrico Debernardi I     |
|    | Scozia (bandiera)   | A     | Jack Diment             |
|    | Svizzera (bandiera) | A     | Oscar Frey              |
|    | Italia (bandiera)   | C     | Ettore Ghiglione        |
|    | Svizzera (bandiera) | A     | Alfred Jacquet          |

| N. |                        | Ruolo | Calciatore           |
| -- | ---------------------- | ----- | -------------------- |
|    | Scozia (bandiera)      | P     | James Albert McQueen |
|    | Italia (bandiera)      | C     | Pietro Pozzi         |
|    | Inghilterra (bandiera) | D     | Arthur Rodgers       |
|    | Inghilterra (bandiera) | A     | James Squair         |
|    | Italia (bandiera)      | A     | Giacomo Zuffi I      |
|    | Italia (bandiera)      | A     | Enea Zuffi II        |

## Risultati

### Palla Dapples

#### 32ª edizione
| Arbitro: | Magni |

|                          |           |          |
| Forlano 22’ Trerè II 32’ | Marcatori | 60’ Frey |

### Torneo Internazionale Stampa Sportiva

#### Qualificazioni (Italia)

##### Semifinale
| Torino 29 marzo 1908 Gara unica | Torino | 2 – 1 | Ausonia | Velodromo Umberto I |

##### Finale
| Arbitro: | Degerine |

|                            |           |          |
| Pozzi 15’ Debernardi I 45’ | Marcatori | 5’ Donna |

#### Fase finale

##### Semifinale
| Torino 19 aprile 1908 Gara unica                                | Torino    | 4 – 0 | US Parisienne | Velodromo Umberto I (3.000 spett.) |
| \| \| \| \| \| Squair Debernardi I .’ (rig.) \| Marcatori \| \| |           |       |               |                                    |
|                                                                 |           |       |               |                                    |
| Squair Debernardi I .’ (rig.)                                   | Marcatori |       |               |                                    |

##### Finale
| Torino 20 aprile 1908, ore 17:00 UTC+1 Gara unica         | Servette  | 3 – 1 | Torino | Velodromo Umberto I |
| \| \| \| \| \| Netto Henneberg I \| Marcatori \| Pozzi \| |           |       |        |                     |
|                                                           |           |       |        |                     |
| Netto Henneberg I                                         | Marcatori | Pozzi |        |                     |

## Statistiche

### Statistiche di squadra
| Competizione                          | Punti | In casa | In casa | In casa | In casa | In casa | In casa | In trasferta | In trasferta | In trasferta | In trasferta | In trasferta | In trasferta | Totale | Totale | Totale | Totale | Totale | Totale | DR |
| Competizione                          | Punti | G       | V       | N       | P       | Gf      | Gs      | G            | V            | N            | P            | Gf           | Gs           | G      | V      | N      | P      | Gf     | Gs     | DR |
| ------------------------------------- | ----- | ------- | ------- | ------- | ------- | ------- | ------- | ------------ | ------------ | ------------ | ------------ | ------------ | ------------ | ------ | ------ | ------ | ------ | ------ | ------ | -- |
| Palla Dapples                         |       | 0       | 0       | 0       | 0       | 0       | 0       | 1            | 0            | 0            | 1            | 1            | 2            | 1      | 0      | 0      | 1      | 1      | 2      | -1 |
| Torneo Internazionale Stampa Sportiva |       | 4       | 3       | 0       | 1       | 9       | 5       | 0            | 0            | 0            | 0            | 0            | 0            | 4      | 3      | 0      | 1      | 9      | 5      | +4 |
| Totale                                |       | 4       | 3       | 0       | 1       | 9       | 5       | 1            | 0            | 0            | 1            | 1            | 2            | 5      | 3      | 0      | 2      | 10     | 7      | +3 |

### Statistiche dei giocatori
| Giocatore       | Palla Dapples | Palla Dapples | Palla Dapples | Palla Dapples | Torneo Internazionale Stampa Sportiva | Torneo Internazionale Stampa Sportiva | Torneo Internazionale Stampa Sportiva | Torneo Internazionale Stampa Sportiva | Totale   | Totale | Totale      | Totale     |
| Giocatore       | Presenze      | Reti          | Ammonizioni   | Espulsioni    | Presenze                              | Reti                                  | Ammonizioni                           | Espulsioni                            | Presenze | Reti   | Ammonizioni | Espulsioni |
| --------------- | ------------- | ------------- | ------------- | ------------- | ------------------------------------- | ------------------------------------- | ------------------------------------- | ------------------------------------- | -------- | ------ | ----------- | ---------- |
| F. Bollinger    | 1             | 0             | ?             | ?             | 4                                     | 0                                     | ?                                     | ?                                     | 5        | 0      | ?           | ?          |
| E. Debernardi I | 1             | 0             | ?             | ?             | 4                                     | 4                                     | ?                                     | ?                                     | 5        | 4      | ?           | ?          |
| J. Diment       | 1             | 0             | ?             | ?             | 4                                     | 0                                     | ?                                     | ?                                     | 5        | 0      | ?           | ?          |
| O. Frey         | 1             | 1             | ?             | ?             | 4                                     | 0                                     | ?                                     | ?                                     | 5        | 1      | ?           | ?          |
| E. Ghiglione    | 1             | 0             | ?             | ?             | 2                                     | 0                                     | ?                                     | ?                                     | 3        | 0      | ?           | ?          |
| A. Jacquet      | 1             | 0             | ?             | ?             | 4                                     | 0                                     | ?                                     | ?                                     | 5        | 0      | ?           | ?          |
| McQueen         | 1             | -2            | ?             | ?             | 4                                     | -5                                    | ?                                     | ?                                     | 5        | -7     | ?           | ?          |
| P. Pozzi        | 1             | 0             | ?             | ?             | 4                                     | 2                                     | ?                                     | ?                                     | 5        | 2      | ?           | ?          |
| A. Rodgers      | 1             | 0             | ?             | ?             | 4                                     | 0                                     | ?                                     | ?                                     | 5        | 0      | ?           | ?          |
| J. Squair       | 1             | 0             | ?             | ?             | 4                                     | 1                                     | ?                                     | ?                                     | 5        | 1      | ?           | ?          |
| G. Zuffi I      | 1             | 0             | ?             | ?             | 4                                     | 0                                     | ?                                     | ?                                     | 5        | 0      | ?           | ?          |
| E. Zuffi II     | 0             | 0             | 0             | 0             | 2                                     | 0                                     | ?                                     | ?                                     | 2        | 0      | 0+          | 0+         |